# Kanō Einō

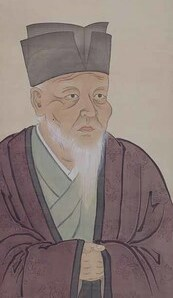
Kanō Einō

Kanō Einō (japanisch 狩野 永納, eigentlich Kanō Yoshinobu (狩野 吉信), üblicher Rufname Nuidonosuke (縫殿助); geb. 18. August 1631 in Kyōto; gest. 27. April 1697 ebenda) war ein japanischer Maler der Kanō-Schule während der frühen Edo-Zeit.

## Leben und Werk
Einō war der älteste Sohn von Kanō Sansetsu. Zunächst studierte er unter seinem Vater, später soll er sich unter Kanō Yasunobu weiter gebildet haben. Er war nicht nur Maler und nach seinem Vater drittes Oberhaupt des Kyō-Zweiges der Kanō-Schule, sondern auch ein hervorragender Kunsthistoriker. Er konnte sich dabei auf die Aufzeichnungen seines Vaters Sansetsu stützen, erweiterte diese aber beträchtlich und publizierte 1693 die fünfbändige „Geschichte der Hofmalerei“ (本朝画史, Honchō gashi), die noch heute eine wichtige Informationsquelle darstellt.
Einō starb mit 66 Jahren und wurde am Sennyū-ji in Kyōto begraben.
Seine bekanntesten Werke sind das Paar Stellschirme und die Wandmalereien (障壁画, Shōheki-ga) im Tempel Engyō-ji in Himeji.

## Bilder

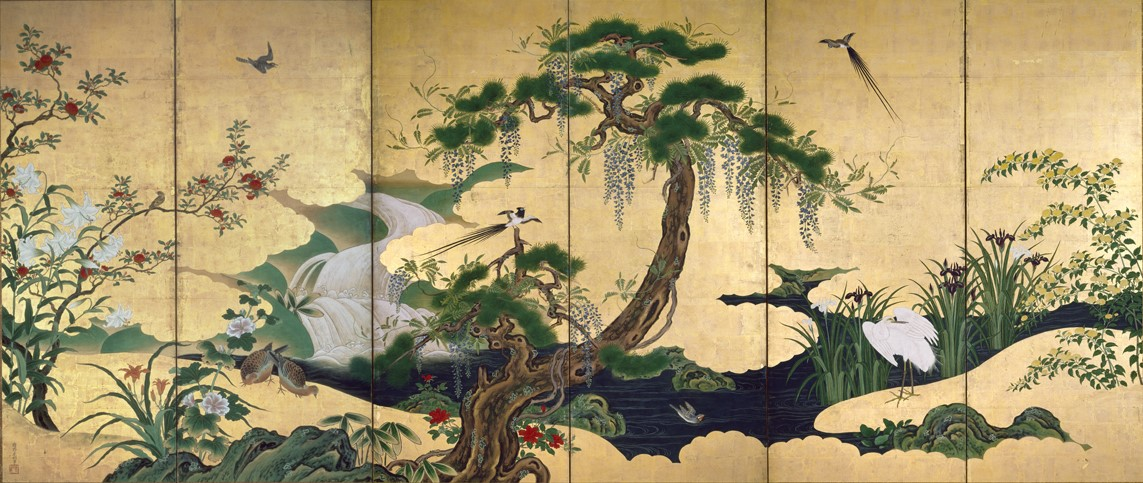
Linker Stellschirm eines Paares[A 1]
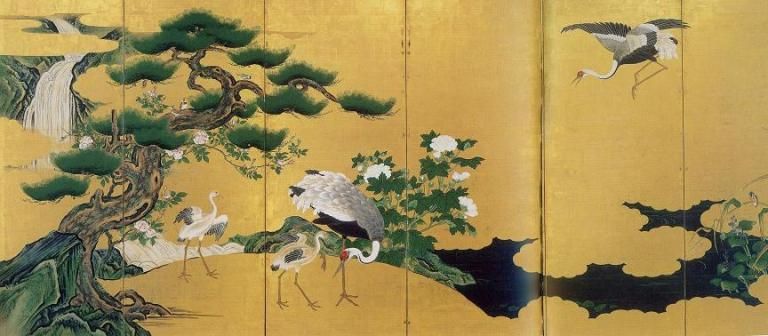
Linker Stellschirm eines Paares
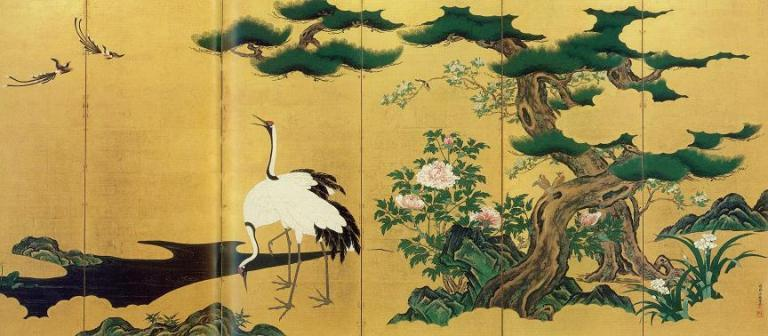
Rechter Stellschirm eines Paares